# Pointers
Pointers är en kulle i Antarktis. Den ligger i Sydshetlandsöarna. Argentina, Chile och Storbritannien gör anspråk på området.
Terrängen runt Pointers är varierad. Trakten är obefolkad. Det finns inga samhällen i närheten. 